# (4125) Lew Allen
(4125) Lew Allen (1987 MO) – planetoida z pasa głównego asteroid okrążająca Słońce w ciągu 2,67 lat w średniej odległości 1,92 j.a. Odkryta 28 czerwca 1987 roku.